# ニッチロー
ニッチロー（本名：今村 健太〈いまむら けんた〉、1978年9月23日 - ）は、日本のものまね芸人、お笑い芸人。
イチローのモノマネを得意とする。
個人事務所マネナーズ所属。

## 経歴
長野県飯田市出身。野球は小さい時から好きであったが、飯田市立川路小学校時代は柔道、飯田市立竜峡中学校時代はハンドボール部、長野県阿南高等学校時代はサッカー部に所属。川口能活に憧れハンドボール、サッカー共にゴールキーパーを務めていた。
高校卒業後、上京して東放学園専門学校放送芸術科に進学。卒業後は飲食系の企業に勤め、芸能人や業界関係者の来店も多いカフェで働いていたが、顧客から似ていると言われたことをきっかけに2009年頃からイチローのモノマネをする路上パフォーマンス活動を開始。2009年の「ワールド・ベースボール・クラシック」（WBC）日本ラウンドが行われた際、東京ドーム近くの路上でパフォーマンスを演じた。当時はイチローモデルTシャツを着用し、バットを構えるだけであったが「（パフォーマンスを）始めると多くの人が足を止めてくれました。」という。なお、カフェ以外ではバーニーズ・ニューヨークのドアマンとして働いていたこともあった。
2010年10月27日に放送された『はねるのトびら』（フジテレビ）の企画「ほぼ100円ショップ」の開幕シーンにてゲストの岡田准一が登場する際、SP役の岡田准一に護衛されるイチローの役として出演した。この時点で芸名はなく、本名で「今村健太【職業 カフェ店員】」として紹介された。出演の経緯について、梶原雄太（キングコング）は「番組ADの山田が渋谷を歩いていた際、あまりにもイチローに似ているため街でスカウトし、夜中3時に電話で来てほしい旨を連絡したら来てくれた。」と番組内で発言しており、番組の出演メンバーからは容姿が非常に似ていると絶賛されていた。さらに岡田准一が高額商品を自腹で購入することになった際に手持ち金額が不足したため、ニッチローから不足分の金額を借りるシーンも見られた。
その後会社を退職し、2011年4月から本格的に活動を開始。7月下旬よりアメリカ合衆国のシアトルに野球観戦の旅に出発。野球観戦5試合目である8月2日にはシアトルのセーフコ・フィールドでシアトル・マリナーズ対オークランド・アスレチックス戦を観戦中、グラウンド脇の観客席でインプレー中のボールをファウルと勘違いして取ってしまい、警備員に連行される事件を起こした。通常では退場処分となるところ、球団社長の判断で執行猶予となりスタンドに戻ることができたが、現地や日本の新聞やテレビで話題となった。この時はイチローと対面することは出来なかったものの、フェリックス・ヘルナンデスと対面することができた。
メジャーリーグ中継の解説をしていたレッド吉田に見出され、同年10月6日に放送されたバラエティ番組『とんねるずのみなさんのおかげでした』（フジテレビ）内の企画「博士と助手〜細かすぎて伝わらないモノマネ選手権〜」第17回に出場し、準優勝している。
2012年4月より、そっくり館キサラにものまねタレントとして出演。2014年2月17日、所属事務所より、「ニッチロー」から「ニッチロー'」への芸名変更が発表された。事務所を移籍したのを機に、名前の最後に「'（アポストロフィ）」を付けた。「ニッチロー'」という芸名の意味について、「「イチ」の次が「二」だからニッチロー'、似るの「ニ」でニッチロー'、「ッ」が入るのは「イチロー」を英語の発音だと「イッチロー」だからニッチロー'、「ニッチ」を直訳すると「隙間」、今の仕事は隙間産業だからニッチロー'、アポストロフィ「'」は打った球を表しています、ニッチロー'の「ー」はバットで「'」がボール、それなら「ロ」は一塁ベースにしときましょう（笑）」と語っている。
2017年4月13日放送の『アウト×デラックス』（フジテレビ）に出演し、芸人になることに大反対していた前妻とデビュー時に離婚していたことを明かした。同年4月16日（イチローの日）に15歳年下の一般女性と再婚、9月26日（ニッチローの日）に新婚旅行先のハワイで結婚式を挙げた。11月21日（いいニッチの日）に結婚披露パーティーを行い、ケーキ入刀の際にはイチローが打席で肩を触るルーティンを夫婦揃って行った。
2018年5月にイチローがマリナーズの会長付特別補佐に就任した際には、ブログで「イチロー選手が次に立つ打席まで待つのみです」と心境を綴った。
2018年6月、「日本一の焼肉の街」として売り出している出身地の飯田市から産業親善大使「飯田焼肉大使」に任命された。
2018年10月15日に第1子となる長男が誕生。イチローの誕生日である10月22日に出生届を提出した。名前については、イチロー（一朗）から「朗」の1字をもらって命名したことを明かした。 
2019年3月にイチローが現役引退を表明した際には、「選手は永遠ではないという事は分かっています。イチロー選手にもその日が来る事も覚悟していました。ただ実際にその時が来た事が今は信じられないでいます。」「イチロー選手と同じ時代を生きている事に感謝してますし、イチロー選手のモノマネが出来て本当に幸せです。今は何も考えられない状態ですが、明日は今日よりもイチロー選手のモノマネが上手くなるようになりたいです。一生をかけてモノマネをしていきたいです」と語った。
2020年12月1日より個人事務所マネナーズ所属になった事を発表。「これからもより偽物らしく仕事という打席に立ち続けられるよう精進して参ります。」と語った。
2021年1月1日に「ニッチロー'」から「ニッチロー」に改名を発表。
2021年5月1日（ニッチ5.1）にニッチロー監修の焼肉のたれ「飯田焼肉のたれだら」を発売。
CM曲「たれだらの歌」の作詞・作曲も自ら手掛けた。
2022年1月27日に新型コロナウイルス感染を報告。
2022年4月4日に第2子となる二男が誕生。
「令和4年4月4日なので4割40本40盗塁出来るくらいスケールの大きな男に育ってもらいたいです」とつづった。
2022年9月29日、東京・下北沢にニッチロー監督(監修)の「南信州すずり焼肉SUZURO」がオープン
。
2025年5月26日に第3子となる長女が誕生。
「GOニッチローの日 我がチームに女の子が加わりました」とつづった
。

## 人物
イチローに似せるためにトレーニングは欠かさず、イチローと同じ初動負荷トレーニング、体幹トレーニング、ランニング、素振りも行っている。バッティングセンターにも通い、ボールを打つのではなく見逃す仕草を研究している。体の中から似せるために、朝カレー、ビールはイチローがCMキャラクターを務めるキリン一番搾り生ビールしか飲まないという。
サインを書く際、背番号の部分は「#51」ではなく「#5.1」と書いている。これについて「僕に51は重すぎるので「.」で軽くしているのです。かなり軽くなります。相当軽くなります。しかし気持ちを込めて書いています」と語っている。
イチローの実兄・鈴木一泰と仲が良く、2016年7月16日放送の『有吉反省会』（日本テレビ）に2人揃って反省人としてゲスト出演し「仲が良すぎることを反省」している。また、イチローの兄は東京ヤクルトスワローズの畠山和洋に似ているため、「二人で営業回ろうかと思っています」とも語っている。
イチローが2018年の「イチロー杯争奪学童軟式野球大会」の閉会式に大会会長として出席した際、質問コーナーで「ニッチローさんについては、どう思っていますか」と質問され、「僕も何回か見たことはある。ものまねっていうのは普通、大げさにして面白くする。彼の場合はそのままやっている。それで面白いという稀なケース」と答えている。
2020年8月12日放送の『水曜日のダウンタウン』（TBSテレビ）「ものまね芸人がレパートリーにするときの常套句『リスペクトしてるから』怪しい説」にて、抜き打ちでイチローに関するクイズを出題された際、8問中7問正解と検証の対象となったものまね芸人の中ではもっとも高い正解数を叩き出している。
地元長野県を本拠地とするJリーグの松本山雅FCサポーター。2012年3月4日、味の素スタジアムで行われた開幕戦のアウェイゲーム・東京ヴェルディ1969戦にユニフォーム姿で現れ、松本山雅FCのスタッフにファンであることが確認された。4月22日に松本市アルウィンで行われたホームゲーム・ジェフユナイテッド市原・千葉戦に招待され、試合前のイベントとしてパフォーマンスを行った後ゲーム時にはサポーターに交じって応援をした。その日は新規加入チームの松本が上位チームである千葉に1対0で勝利した為、サポーターの間からは奇跡を起こす勝利の女神（男神?）と言われている。
同じものまね芸人、ジャッキーちゃんの名付けの親。
ケツメイシの大蔵とはランニング仲間。

## 主な出演

### テレビバラエティ
- オールスター後夜祭（2019年4月7日[32]、TBS）
- 輝きちゃんねる（2021年9月‐、刺激ストロングチャンネル）MC[33]

### ドラマ
- 天才バカボン2（2017年1月6日、日本テレビ） - 福男レース参加者 役
- 天久鷹央の推理カルテ 第2話（2025年4月29日、テレビ朝日） - 草野球の対戦相手・ヤマダ 役[34]

### MV
- ゆず「LOVE & PEACH」（2011年）
- AKB48「ハイテンション」（2016年）[35]
- ゆず「イマサラ」 (2021年)

### 舞台
- 東京深夜舞台第9回公演「九頭の讃美歌。そして十字架。時々、晴れ」

### ネット番組
- 永井マリアのフォトジャーニー